# Bajor Katonai Érdemkereszt
A Bajor Katonai Érdemkereszt (Militär-Verdienstkreuz) a királyság fő kitüntetése a bátorságért és katonai érdemekért a közkatonák számára. A célja, „hogy jutalmazza a rendkívüli érdemeket a tiszthelyettesek, katonák és alacsony rangú tisztviselők” számára. 1866. július 19-én alapították, mint a Katonai Érdemrend 5. osztálya.
Az Érdemkereszt három fő változtatáson esett át. 1891 februárjában engedélyezték, hogy kardokkal különböztessék meg a háborús kitüntetéseket, a béke ideiektől.
1905-ben a Katonai Érdemkeresztet már két osztályban adományozták. A régi kereszt lett a Katonai Érdemkereszt 1. osztály, és csináltak egy újat, amely a 2. lett. A különbség a címzett rangja volt.
1913-ban már 3 osztályra osztották a kitüntetést. A régi 2. osztály lett a 3., az 1. osztály pedig a 2.
Az I. világháború kitörése után vált önálló kitüntetéssé.

## Osztályok
- 1. osztály (1. Klasse)
- 2. osztály (2. Klasse)
- 3. osztály (3. Klasse)

A kereszteket lehetett Kardokkal vagy anélkül, valamint Koronával vagy nélkül kapni. Továbbá két fajta szalag is volt: közkatonai és tiszti.

## Leírása
A jelvény egy máltai kereszt, közepén medállal. A központi medál közepén egy „L” betű (mint II. Lajos), a szélső gyűrűn a „MERENTI” szóval. A hátlapján egy bajor oroszlán volt látható, a gyűrűn az alapítás évével: „1866”. Az 1. és 2. osztály keresztjének karjai be voltak zománcolva, de a 3.-é nem. A 2. osztály keresztje ezüstből, a 3. osztályé bronzból készült. Az 1. osztály aranyozott ezüst volt.

## Jelentősebb kitüntetettek
- Sepp Dietrich (3. osztály Kardokkal)
- Hans Ehard (1. osztály Kardokkal)
- Ludwig Erhard (3. osztály Kardokkal)
- Adolf Hitler (3. osztály Kardokkal)
- Otto Kissenberth (2. osztály Kardokkal)
- Max Ritter von Müller (3. osztály Koronával és Kardokkal)
- Heinrich Müller (2. osztály Kardokkal)
- Max von Boehn (Ezredes) (1. osztály Kardokkal)